# Stazione di Incisa
La stazione di Incisa si trova sulla linea lenta Firenze – Roma e serve la località di Incisa in Val d'Arno trovandosi al centro del paese.

## Storia
La stazione fu costruita in occasione del raddoppio in variante della linea Pontassieve-Orte, completato nel 1935, e sostituì la stazione vecchia, che ora si trova in via Petrarca 3, costruita in occasione della apertura della linea dalla Società per le strade ferrate romane e aperta al pubblico l'8 aprile 1863
e presso la quale mancavano sia gli spazi per la costruzione del binario di raddoppio, a causa della costruzione in certi punti a sbalzo sul fiume.

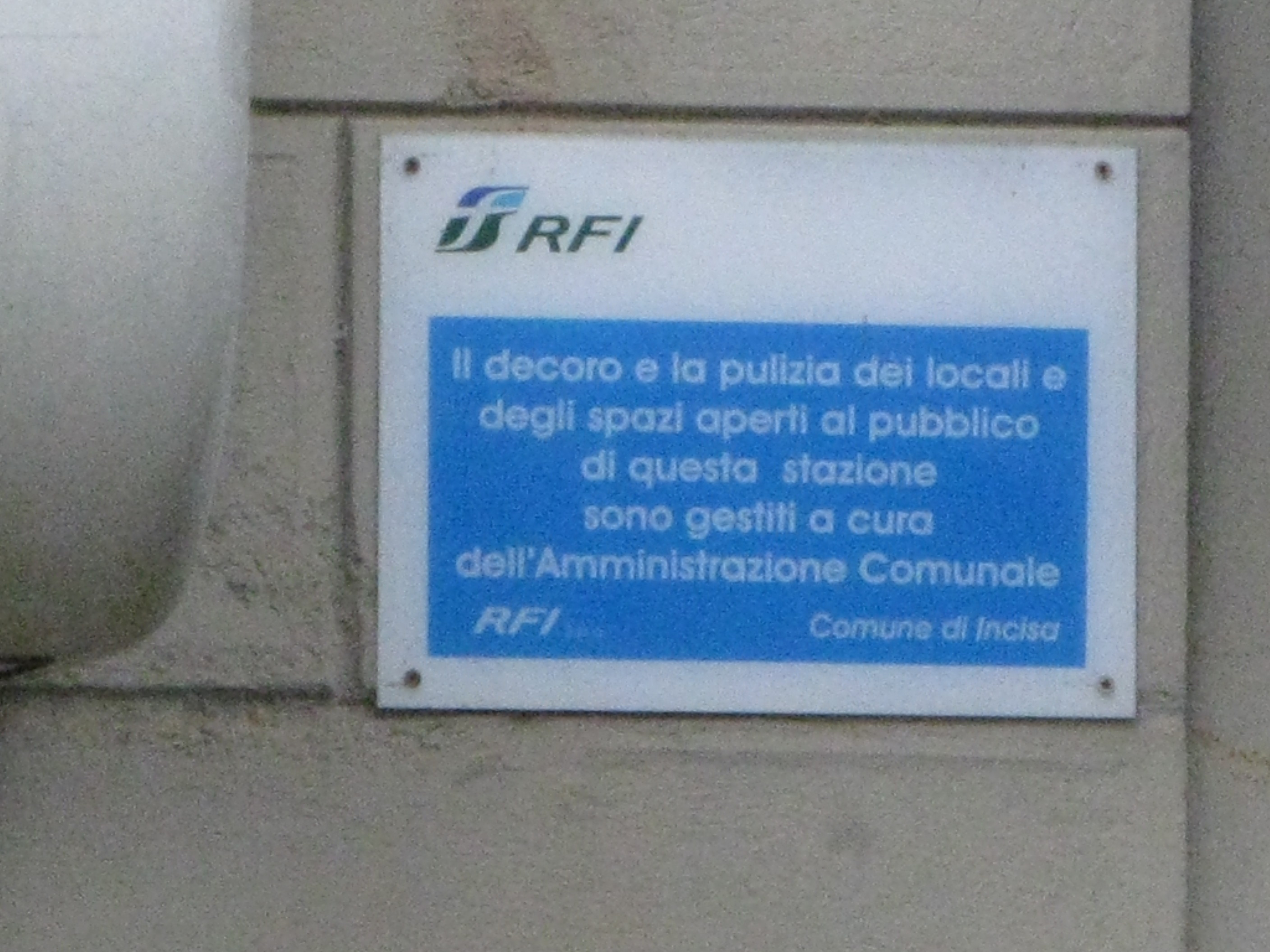
"Il decoro e la pulizia degli spazi aperti al pubblico di questa stazione sono gestiti a cura dell'Amministrazione Comunale" RFI -Comune di Incisa

Il fabbricato viaggiatori, insieme a quello di Figline Valdarno sopravvisse ai disastri della Seconda guerra mondiale anche se oggi la stazione, non più amministrata da RFI ma dal Comune, sta vivendo una fase di degrado. Infatti sia l'esterno sia l'interno del fabbricato viaggiatori è coperto da graffiti.

## Strutture e impianti
La stazione dispone di tre binari di cui, due di corsa e uno, usato raramente, di interscambio. La stazione dispone di una pensilina che serve i binari 2 e 3 (i binari di corsa) mentre al binario 1 è presente solo una piccola pensilina all'uscita del sottopassaggio.
Al binario 2 fermano i treni diretti verso nord (Firenze, Prato e Pistoia) mentre al binario 3 fermano i treni diretti verso sud (Arezzo, Montevarchi e Chiusi).
Fermano solo treni regionali.
La stazione fa parte del Memorario che consente di avere treni cadenzati e regolari (tranne orari di punta e di stanca). Tre coppie di treni ogni ora fermano in stazione diretti sia verso Sud che verso Nord.
È presente uno scalo merci anche se non è operativo da molti anni. Lo scalo merci operativo più vicino è a San Giovanni Valdarno.
La stazione ha vari monitor per gli arrivi e partenze dei treni.
Non è presente una biglietteria ma dispone di una biglietteria self service presente all'interno della stazione destinata alla vendita di biglietti del trasporto regionale.. La biglietteria più vicina, invece, si trova a Figline Valdarno a 5 km. 
Recentemente il sottopassaggio è stato rinnovato.
Il traffico giornaliero passeggeri è di 478 unità e appartiene alla categoria silver di RFI

## Servizi
La stazione dispone di:
- Biglietteria self-service regionale.
- Servizi igienici
- Capolinea autolinee Autolinee del Chianti e del Valdarno

## Galleria d'immagini

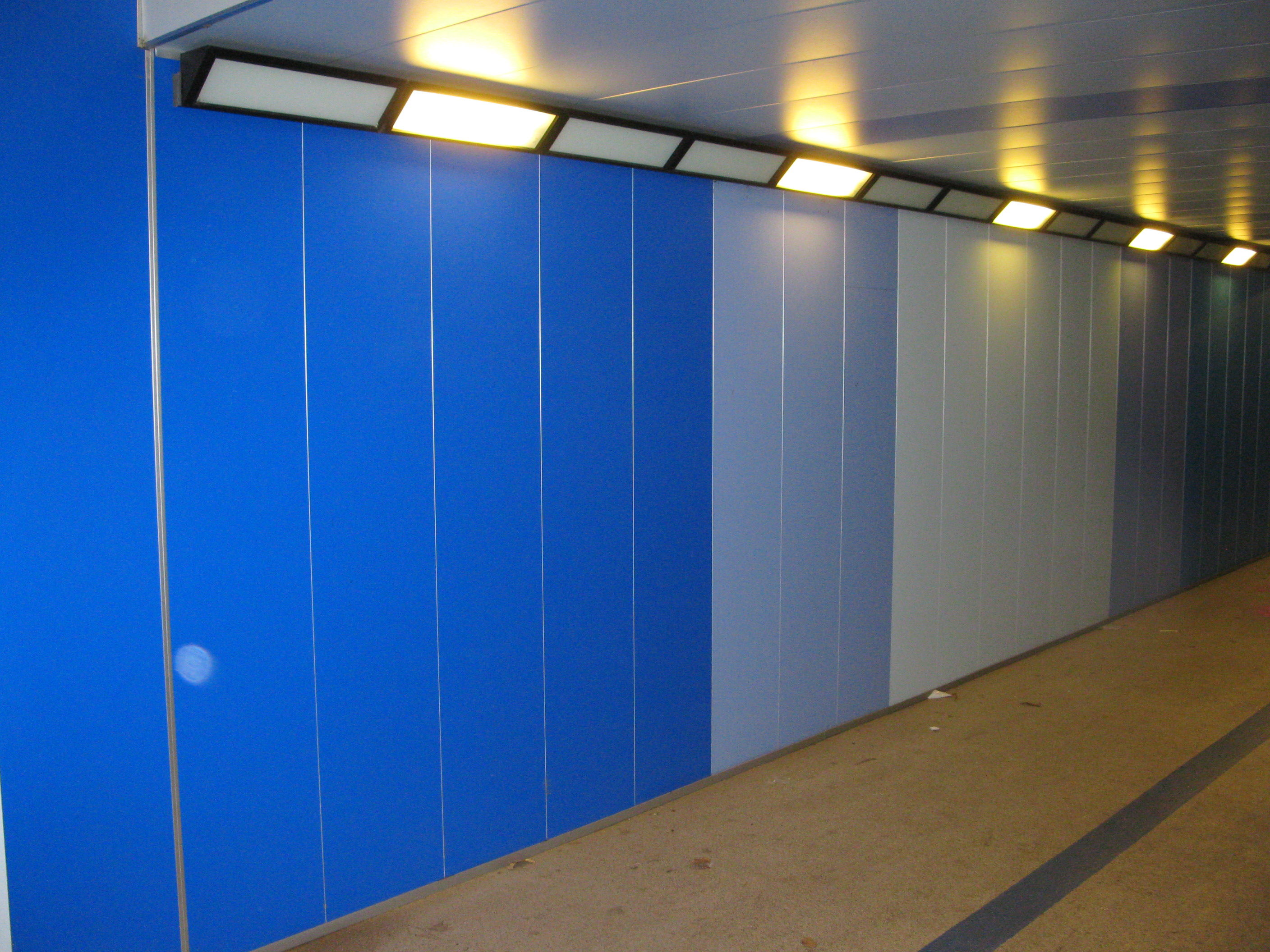
Sottopassaggio
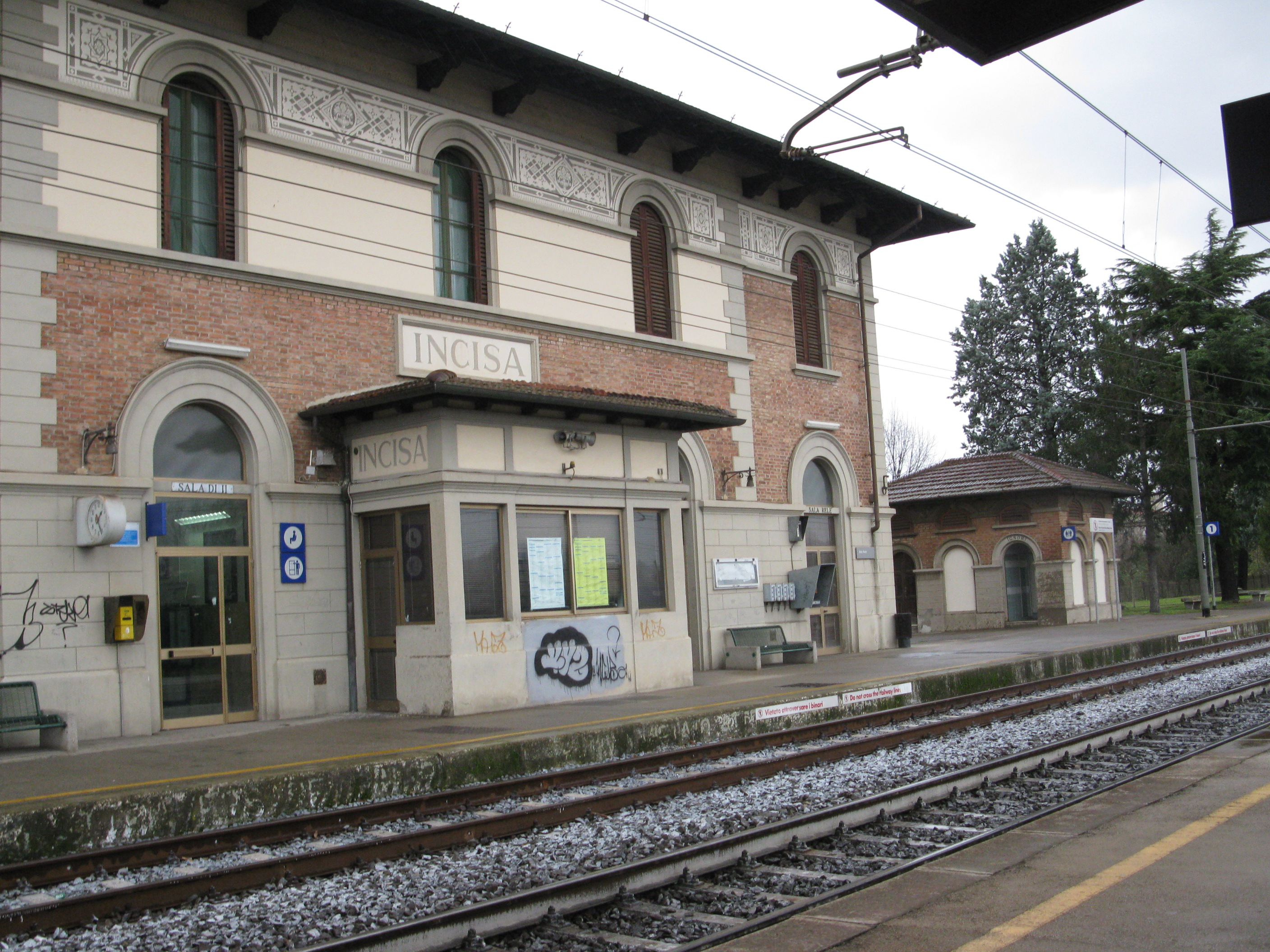
Fabbricato viaggiatori visto dalla banchina binari 2 e 3
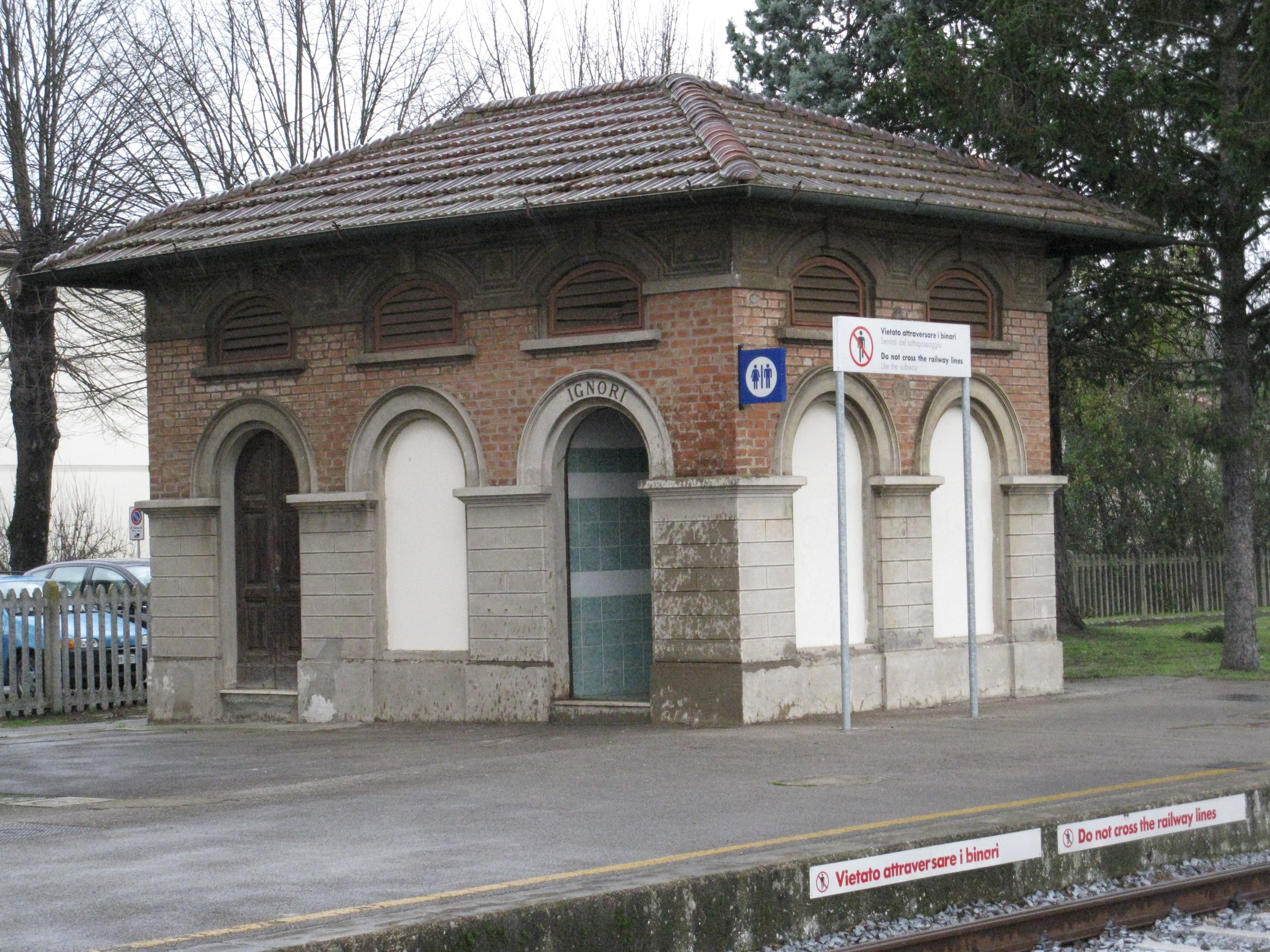
WC
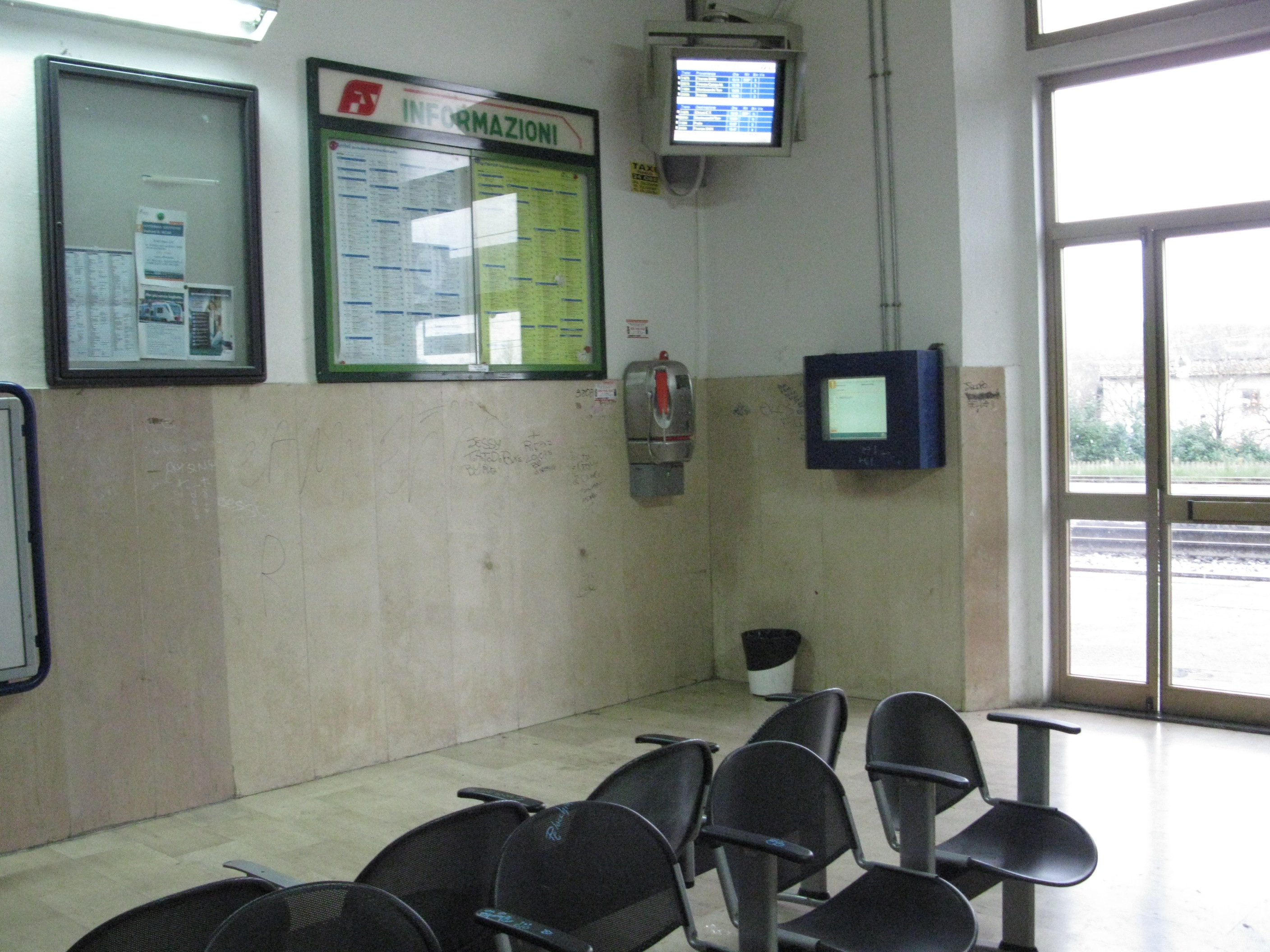
Sala di Attesa
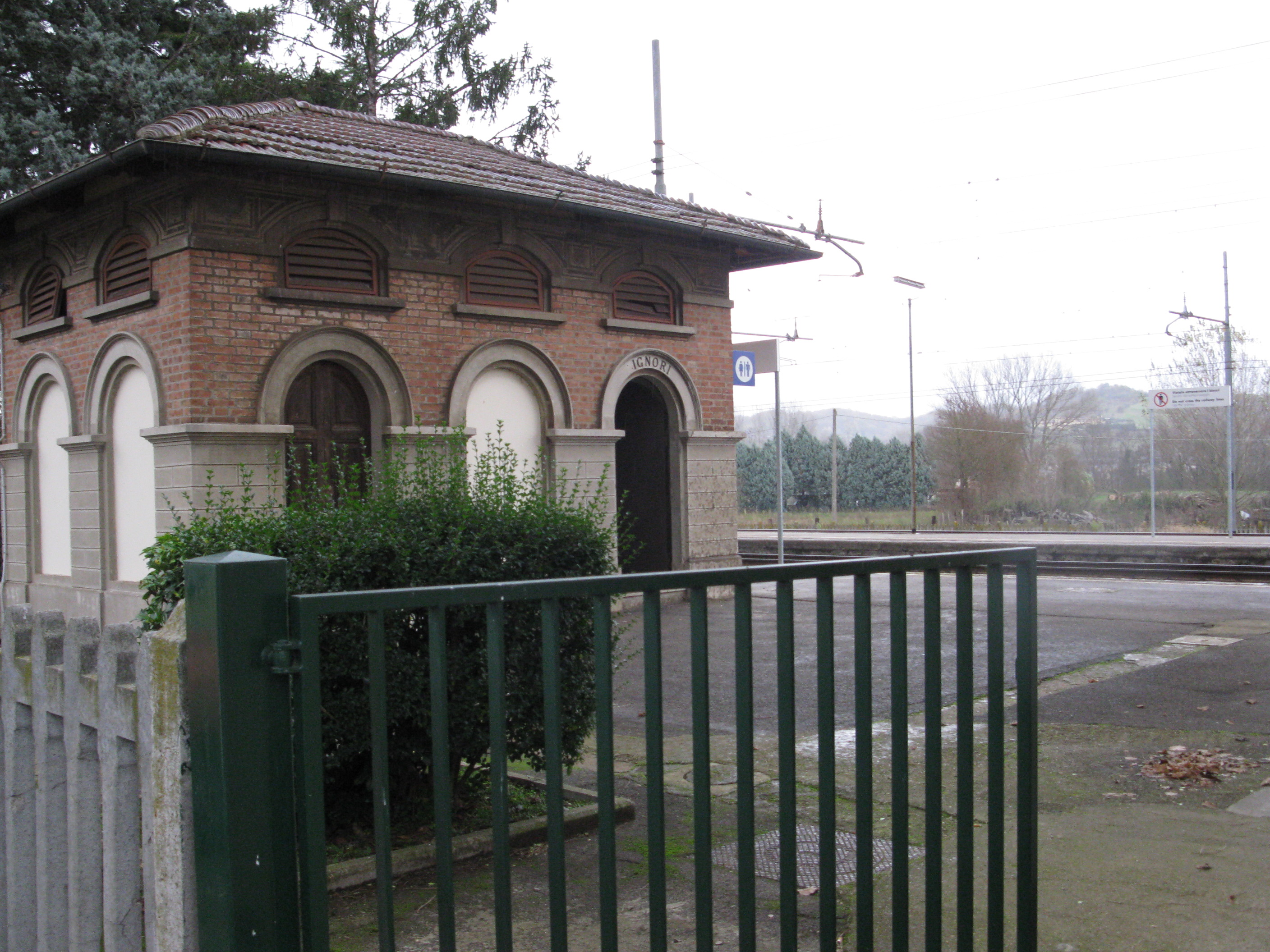
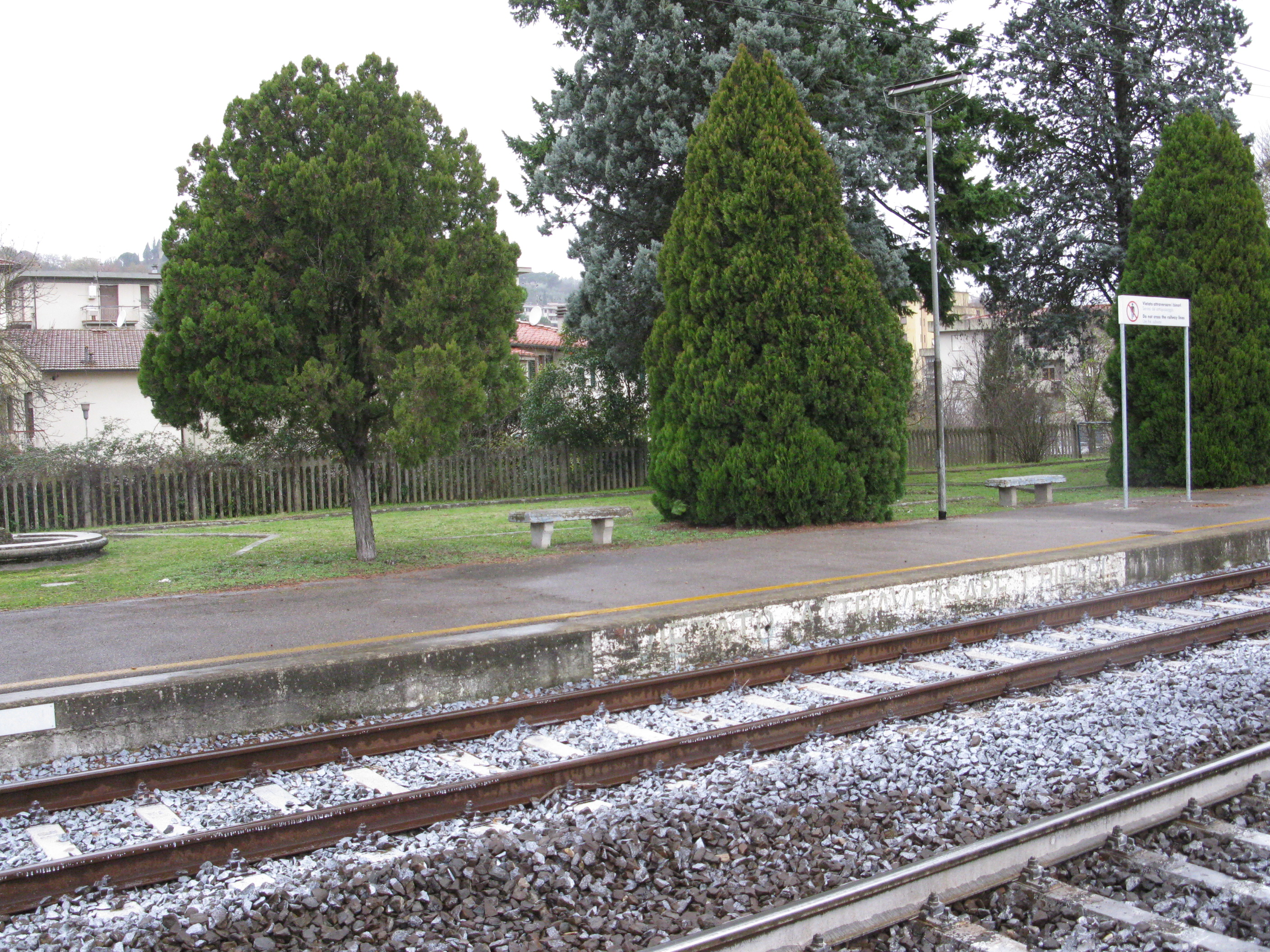
Giardino
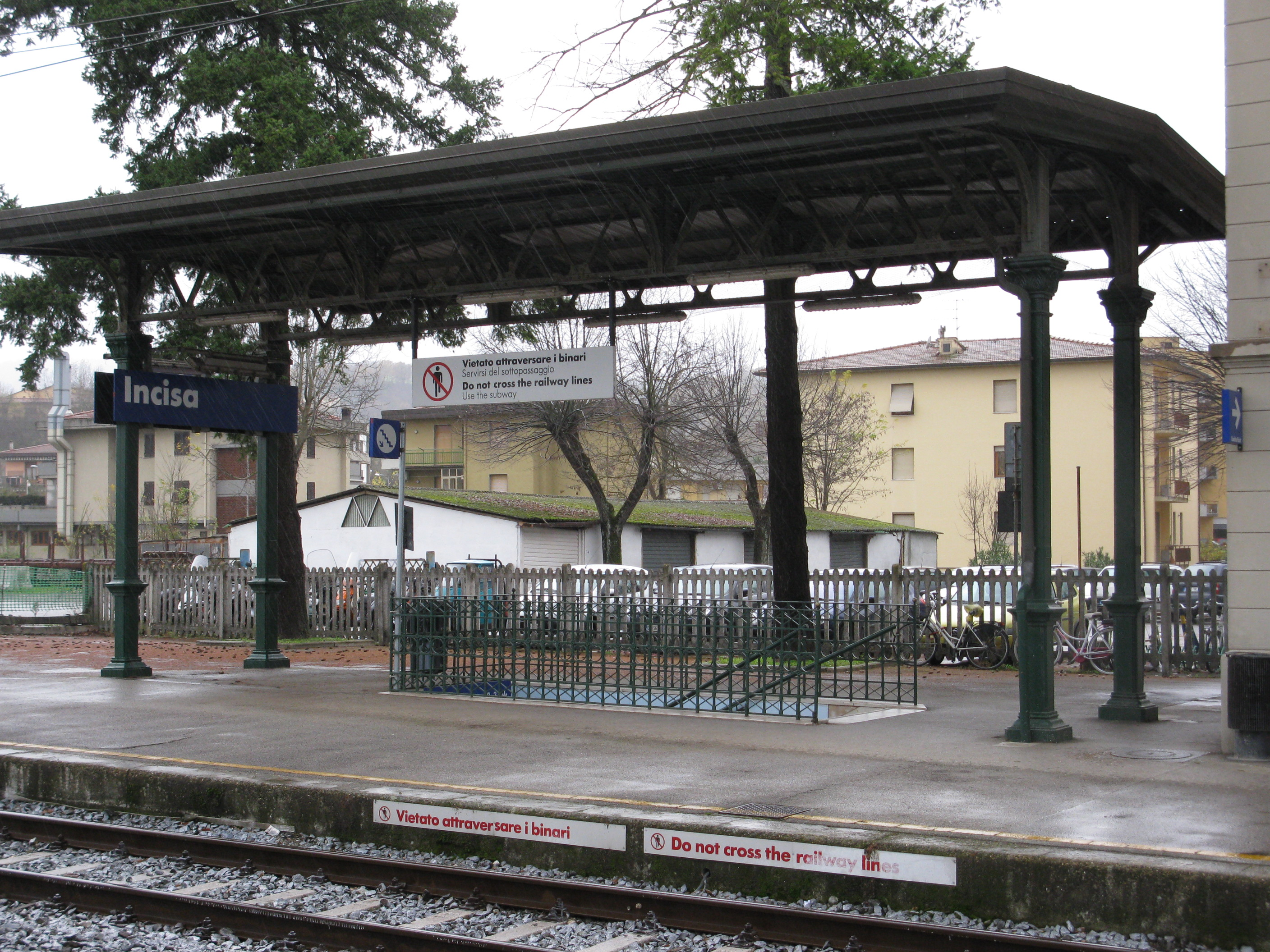
Pensilina binario 1